# Middelfart Venstreblad
Middelfart Venstreblad var et lokalt dagblad, der blev udgivet i Middelfart. 
Avisen, der blev grundlagt i 1892, udkom for sidste gang 12. april 1993, hvor rettighederne til navnet blev købt af Fyens Stiftstidende i Odense. Stiftstidendes sider med lokalstof fra Middelfart bærer den dag i dag navnet Middelfart Venstreblad. 
Politisk var venstrebladet knyttet til Det Radikale Venstre.
Middelfart Venstreblad ApS drev indtil 2014 en forlagsvirksomhed.

## Ophør
Den 4. juli 2014 udgav forlaget bogen "Aldrig færdig, altid fremad" af Hans Walmar . Bogen handler om Middelfart Venstreblads historie.
Ved en reception samme dag i Fyens Stiftstidendes bladhus i Middelfart oplyste bestyrelsesformand Birgit Jensen, at Middelfart Venstreblad ApS ville blive opløst. Den endelige opløsning fandt sted i oktober året efter.

## Ekstern henvisning
- Digitaliserede udgaver af Middelfart Venstreblad i Mediestream
- Læs om Middelfart Venstreblad i opslagsværket "De Danske Aviser"